# Beniel
Beniel ist eine südspanische Kleinstadt und Gemeinde (municipio) mit 11.535 Einwohnern (Stand: 2024) in der autonomen Gemeinschaft Murcia.

## Geographie
Die Gemeinde befindet sich im Osten der Region Murcia und grenzt im Osten an die Provinz Alicante.

## Geschichte
Der Ort geht auf die arabische Herrschaft in der Region zurück und wurde im 9. oder 10. Jahrhundert gegründet. 1266 wurde die Siedlung von den Christen unter Alfons X. erobert.

## Bevölkerungsentwicklung
| 1842  | 1900  | 1950  | 1981  | 1991  | 2001  | 2011   |
| ----- | ----- | ----- | ----- | ----- | ----- | ------ |
| 2.368 | 1.617 | 4.381 | 6.043 | 7.220 | 8.469 | 11.057 |